# K.I.Z
K.I.Z est un groupe allemand de hip-hop, originaire de Berlin.

## Histoire

### Débuts et succès
Les MCs de K.I.Z ont été présents pendant une courte période dans la Reimliga Battle Arena (RBA). Tarek se faisait appeler « Schwiegersohn » (« beau-fils »), « Maxim Stiefvater » (« beau-père ») et Nico « Warmer Bruder ». Après la création de K.I.Z, leur premier street-album Das RapDeutschlandKettensägenMassaker sort le 9 mai 2005, dans le cadre de la Royal Bunker Streetoffensive. Le 17 février 2006, leur mixtape Böhse Enkelz est sortie. Le support sonore est également sorti en édition limitée à 2 CD ; sur le deuxième CD se trouve une version chopped and screwed du premier album. En août 2006, K.I.Z fait une tournée en Allemagne avec le Bloodhound Gang. Début 2007, K.I.Z accompagne Kollegah, DJ Zettt et Prinz Pi sur la tournée DonnerwetteR!
Lors de Rock am Ring 2007, K.I.Z devait se produire lors de l'after-show party. Cependant, ils sont désinvités à la dernière minute car un sponsor estimait que les paroles du groupe étaient trop choquantes. Mais le groupe commence à rapper l'année suivante (le 5 juin 2008) depuis le toit d'un bus du camping C2. Jouer du hip-hop dans un festival de rock est considéré comme une provocation par certains fans qui ont répondu par des jets de canettes de bière.
Le 20 août 2007, le groupe organise un concert sous le slogan Reclaim Your U-Bahn devant la station de métro Schlesisches Tor à Kreuzberg. Entre 20 h 30 et 23 h 30, la police tente de disperser l'événement, auquel environ 1 000 personnes avaient assisté ; huit arrestations ont lieu. Le concert devait initialement avoir lieu dans une voiture de métro, mais la fermeture de la station par les transports en commun berlinois a empêché sa tenue. K.I.Z a alors déplacé le concert illégal à l'extérieur,,.
Le 24 août 2007, leur premier véritable album Hahnenkampf, distribué avec l'aide d'Universal, sort et se classe à la neuvième place du classement des albums. Durant l'été 2007, K.I.Z se lance en tournée en Allemagne, en Autriche et en Suisse dans le cadre de la tournée Raus aus dem Körper, Rein in den Club. La première partie de la tournée 2008 était The toten Crackhuren im Kofferraum. Dans la vidéo de Geld essen, deux homosexuels s'embrassent, ce qui, selon leurs propres dires, est une déclaration personnelle contre l'homophobie dans le hip-hop. En 2008, le groupe berlinois a été nommé pour le prix musical Echo dans la catégorie vidéo nationale. Le 10 juillet 2009 sort l'album Sexismus gegen Rechts. L'album critique, le plus souvent de manière ironique, les dysfonctionnements de la société, de la politique et de l'économie.

### Nouveaux albums
En avril 2010, les travaux sur le nouvel album Urlaub fürs Gehirn débutent, l'esthétique sonore devant s'inscrire dans la continuité du précédent. C'est pourquoi ils font à nouveau appel, entre autres, au Munichois Tai Jason comme producteur, qui a supervisé les enregistrements dans son studio. Urlaub fürs Gehirn sort le 3 juin 2011 et se hisse à la quatrième place des charts allemands. En janvier 2013, K.I.Z et le rappeur berlinois Flexis sortent la chanson Strahlemann und Söhne sur 16bars.de, qui se trouve sur l'album Egotrips de ce dernier. En juin 2013, ils publient leur nouvelle vidéo Ich bin Adolf Hitler.
Le 24 avril 2015, K.I.Z annonce la sortie de son cinquième album studio, Hurra die Welt geht unter, pour le 10 juillet 2015. Le style de l'album sera plus sérieux et s'orientera davantage vers un thème, comme un album conceptuel. La fin du monde n'y serait pas jugée négativement, mais représenterait plutôt un nouveau départ, une révolution. En 2016, le groupe publie des histoires criminelles et médico-légales tournées à grands frais, inspirées de la série Forensic Files et filmées avec une caméra Digibeta. On y voit entre autres le biologiste criminel Mark Benecke et le rappeur Casper. Le 24 février 2017, la chanson satirique Glück gehabt est publiée sur YouTube sous le nom Die Schwarzwälder Kirschtorten. Des thèmes problématiques tels que le tourisme sexuel en Thaïlande et le trafic de drogue en Amérique du Sud y sont abordés.
En février 2018, K.I.Z annonce le départ de leur disc jockey DJ Craft, les trois autres musiciens prenant des chemins différents à partir de la prochaine tournée. À la mi-août 2018, les membres de K.I.Z publient sous des pseudonymes, avec quelques autres artistes, l'album Wo die wilden Kerle flowen sous le nom de Verbales Style Kollektiv. Quelques chansons avaient déjà été publiées auparavant (depuis 2013) sous ce nom. Le style de l'album est celui du hip-hop des années 1990. En 2018, le groupe part en tournée dans plusieurs villes allemandes ainsi qu'une fois en Autriche et une fois en Suisse, les concerts de cette tournée étant exclusivement réservés à un public féminin.

### Rap über Hass

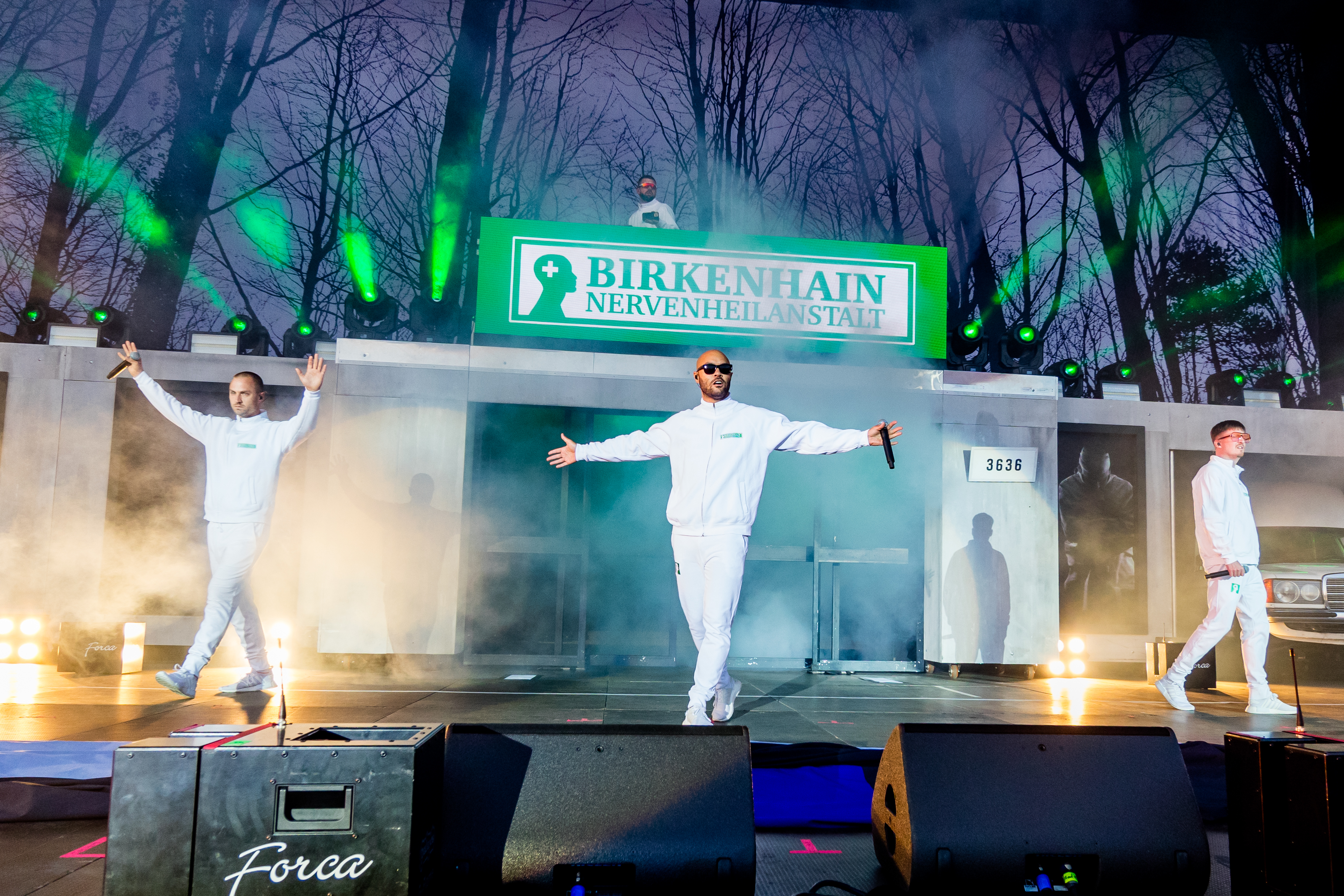
K.I.Z au Rock am Ring 2023.

Le 4 décembre 2020, la mixtape Und das Geheimnis der unbeglichenen Bordellrechnung sort, avant que le sixième album studio Rap über Hass ne soit publié le 28 mai 2021. Pour les élections fédérales de 2021, une chanson d'adieu à la chancelière sortante Angela Merkel est sortie sous le titre Danke Merkel.
Depuis 2011, le groupe donne régulièrement un concert réservé aux femmes à l'occasion de la Journée internationale de la femme. Lors de la Journée internationale de la femme 2023, le concert réservé aux femmes a lieu avec le groupe de pop No Angels à la Mercedes-Benz Arena de Berlin. Les 17 000 billets sont vendus en 24 heures. Ensemble, K.I.Z et les No Angels chantent une chanson inédite qui contenait un sample de Ladies Night de Kool and the Gang. 

## Discographie

### Albums studio
- 2005 : Das RapDeutschlandKettensägenMassaker
- 2007 : Hahnenkampf (9 fois disque d'or)
- 2009 : Sexismus gegen Rechts  (7 fois disque d'or)
- 2011 : Urlaub fürs Gehirn  (4 fois disque d'or)
- 2015 : Hurra die Welt geht unter (1 fois disque de platine)
- 2021 : Rap über Hass

## Distinctions

### 1 Live Krone
- 2015 : catégorie du « meilleur groupe scénique »[23]
- 2016 : catégorie du « meilleur groupe scénique ».

### Hiphop.de Awards
- 2007 : catégorie du « meilleur newcomer allemand »[24]
- 2009 : catégorie du « meilleur groupe scénique »[25]
- 2011 : catégorie du « meilleur crew rap national »[26]
- 2015 : catégorie du « meilleure chanson nationale » pour Hurra die Welt geht unter (avec Henning May)[27].
- 2021 : catégorie du « meilleur groupe national »[28].

### Preis für Popkultur
- 2019 : catégorie de la « performance live la plus impressionnante » (Nur für Frauen (Max-Schmeling-Halle Berlin))[29]